# Kiểm soát biển

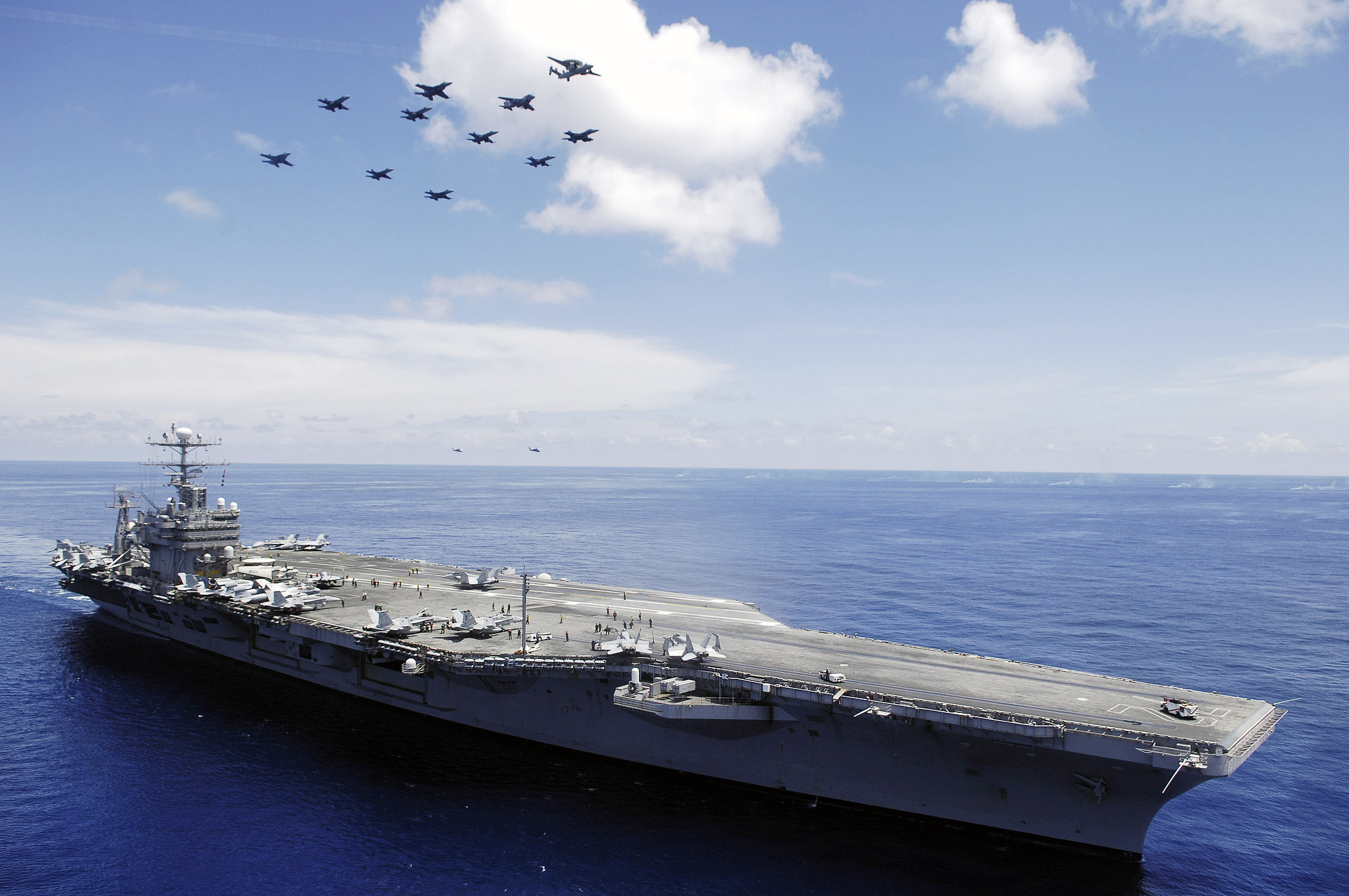
USS Abraham Lincoln, một tàu sân bay của Hải quân Hoa Kỳ, một phương tiện thể hiện sức mạnh hàng hải toàn cầu.

Kiểm soát biển là một khái niệm quân sự mô tả tình trạng một lực lượng hải quân không chế hoàn toàn một vùng biển trong chiến tranh. Đây cũng là một chiến lược hải quân nhằm mục tiêu thống trị biển để tạo ưu thế vượt trội nhằm tạo lợi thế chiến đấu trước quân đội thù địch, bao gồm chiến lược phong tỏa biển, và chuẩn bị cho hoạt động đổ bộ, cũng như hỗ trợ hỏa lực cho lực lượng mặt đất từ hải pháo hoặc hàng không mẫu hạm.
Kiểm soát biển là tình trạng nắm thế thượng phong của một lực lượng hải quân, giữ được sự chủ động sẽ áp đảo hải quân đối phương trong chiến đấu. Đồng thời, dễ dàng thực hiện ngăn chặn mọi nguồn lực theo đường biển được chuyển đến quốc gia thù địch.